# Malstatt
Malstatt est un quartier de la ville allemande de Sarrebruck en Sarre. 